# Isostola vicina
Isostola vicina är en fjärilsart som beskrevs av Butler 1876. Isostola vicina ingår i släktet Isostola och familjen björnspinnare. Inga underarter finns listade i Catalogue of Life.